# شافلوند
شافلوند (به آلمانی: Schafflund) یک شهر در آلمان است که در اشلسویگ-فلنسبورگ واقع شده‌است. شافلوند ۲٬۳۴۷ نفر جمعیت دارد.